# Susi Erdmann
Susi Erdmann znana także jako Susi-Lisa Erdmann (ur. 29 stycznia 1968 w Blankenburgu) – niemiecka saneczkarka i bobsleistka, medalistka igrzysk olimpijskich i mistrzostw świata oraz zdobywczyni Pucharu Świata w obu konkurencjach.

## Kariera saneczkarki
Pierwsze sukcesy osiągnęła w 1989 roku, kiedy na mistrzostwach świata w Winterbergu wygrała w jedynkach i była druga zawodach drużynowych. Na rozgrywanych rok później mistrzostwach świata w Calgary wygrała w drużynie. W 1992 roku wystąpiła, już w barwach zjednoczonych Niemiec, na igrzyskach olimpijskich w Albertville, zajmując trzecie miejsce. Podczas MŚ w Calgary w 1993 roku była czwarta indywidualnie, jednak w drużynie ponownie zwyciężyła. W 1994 roku wywalczyła srebrny medal na igrzyskach w Lillehammer, przegrywając tylko z Włoszką Gerdą Weissensteiner. Kolejne dwa medale zdobyła podczas mistrzostw świata w Lillehammer, zwyciężając w drużynie i zajmując drugie miejsce w jedynkach. Następnie była druga w jedynkach na mistrzostwach świata w Altenbergu w 1996 roku i najlepsza w tej konkurencji na rozgrywanych rok później mistrzostwach świata w Innsbrucku. W 1998 roku wystąpiła na igrzyskach olimpijskich w Nagano, zajmując czwartą pozycję.
Na mistrzostwach Europy wywalczyła siedem medali z czego sześć złotych. Na ME 1990 i ME 1992 zostawała mistrzynią zarówno w jedynkach jak i w drużynie mieszanej. Podczas ME 1996 i ME 1998 zdobywała złoto w drużynie mieszanej. W 1998 roku zdobyła również brąz w jedynkach. W Pucharze Świata trzykrotnie zajmowała miejsce na podium klasyfikacji generalnej, zdobywając Kryształową Kulę w sezonach 1990/1991 oraz 1991/1992.

## Kariera bobsleistki
W bobslejach startowała od sezonu 1999/2000 do zakończenia kariery w 2006 roku występując w dwójce kobiet. Na igrzyskach olimpijskich startowała dwukrotnie zdobywając w 2002 brąz (w parze z Nicole Herschmann). Cztery lata później zajęła piąte miejsce. Na mistrzostwach świata zdobyła trzy medale z czego dwa złote. Mistrzynią świata zostawała w 2003 (w parze z Anne Dietrich) oraz w 2004 (w parze z Kristiną Bader). W 2001, startując z Tanją Hess, wywalczyła brąz. W Pucharze Świata pięciokrotnie zajmowała miejsce na podium klasyfikacji generalnej, zdobywając Kryształową Kulę w sezonie 2001/2002. Na swoim koncie ma 7 wygranych zawodów oraz 27 miejsc na podium.
Jej byłym mężem jest włoski saneczkarz Gerhard Plankensteiner.

## Osiągnięcia

### Saneczkarstwo na zimowych igrzyskach olimpijskich
| Rok  | Miejsce     | Jedynki |
| ---- | ----------- | ------- |
| 1992 | Albertville | 3.      |
| 1994 | Lillehammer | 2.      |
| 1998 | Nagano      | 4.      |

### Bobsleje na zimowych igrzyskach olimpijskich
| Rok  | Miejsce        | Dwójka |
| ---- | -------------- | ------ |
| 2002 | Salt Lake City | 3.     |
| 2006 | Turyn          | 5.     |

### Puchar Świata w saneczkarstwie

#### Miejsca na podium w klasyfikacji generalnej
| Sezon     | Miejsce |
| --------- | ------- |
| 1990/1991 | 1.      |
| 1991/1992 | 1.      |
| 1993/1994 | =3.     |

### Puchar Świata w bobslejach

#### Miejsca na podium w klasyfikacji generalnej
| Sezon     | Miejsce |
| --------- | ------- |
| 2000/2001 | 3.      |
| 2001/2002 | 1.      |
| 2002/2003 | 2.      |
| 2003/2004 | =3.     |
| 2004/2005 | 3.      |